# Сушкова, Мария Васильевна
Мария Васильевна Сушкова, урождённая Храповицкая (1752  — 23 декабря 1803 (4 января 1804) Москва) — русская переводчица с французского языка. Обычно подписывалась инициалами «М. С.»
Дочь от второго брака офицера Лейб-кампании Василия Ивановича Храповицкого, закончившего военную карьеру генерал-аншефом. Братья — Александр (1749—1801) и Михаил (1758—1819). Последний из них посвятил памяти Марии стихотворение (1805).
Проживала некоторое время с мужем в Симбирске и Казани, но больше всего её жизнь была связана с Москвой. Сотрудничала в «Собеседнике любителей русского слова» (1783) и в журналах «Вечера» (1772—1773) и в «Живописце» (1772). Её перевод на французский поэмы Хераскова «Чесменский бой» получил европейскую известность.
Скончалась 23 декабря 1803 года в Москве, похоронена в Новодевичьем монастыре.

## Литературные труды
Переводы Марии Сушковой с французского:
- «Инки, или разрушение Перуанской империи», обширный роман Мармонтеля (Les Incas; Москва, 1778, 1782, 1801 и 1819);
- «Счастливое похищение, повесть испанская» английской писательницы Элизы Хейвуд (ок. 1693—1756), в оригинальной орфографии «Щастливое похищение, повесть гишпанская» (с франц., СПб., 1777);
- либретто к комической опере «Роза и Колас» М.-Ж. Седена (Rose et Colas);
- комическая опера «Земира и Азор» Мармонтеля (Zémire et Azor; М., 1783 и СПб., 1784);
- пьеса «Беглец» Л.-С. Мерсье (M., 1784);
- пьеса «Гваделупский житель» Л.-С. Мерсье (текст утрачен);
- «Эрисия, или Весталка», драма Ж. Г. Дюбуа-Фонтанеля (фр., Éricie, ou la Vestale; с франц., 1783).

Переводы на французский:
- «Le combat de Tzesme» — перевод на французский поэмы Хераскова «Чесменский бой» (Heraskov, M. M. : Le combat de Tzesme, poème en cinq chants; 1772);
- «Discours sur la poésie russe» (перевод несохранившегося стиха «Рассуждение о российском стихотворстве», 1772).

## Семья
Не позже 1773 года вышла замуж за Василия Михайловича Сушкова (1747—1819), впоследствии симбирского губернатора, которому принесла 11 детей: Анна, Михаил, Николай-старший, Прасковья, Василий, Пётр, Андрей, Анастасия, Александр, Мария, Николай-младший. Младший и старший сыновья унаследовали от матери склонность к литературным занятиям. Писательством занимались также её внучки — Екатерина Александровна и Евдокия Петровна.